# Uryū Sotokichi
Il barone Uryū Sotokichi (瓜生 外吉?; Kanazawa, 2 gennaio 1857 – Tokyo, 11 novembre 1937) è stato un ammiraglio giapponese.
Fu uno dei primi ammiragli della Marina imperiale giapponese attivo nella guerra russo-giapponese principalmente nella battaglia della baia di Chemulpo e nella battaglia di Tsushima. Il suo nome è a volte traslitterato come "Uriu Sotokichi" o "Uriu Sotokitchi".

## Biografia
Nato in una famiglia di samurai nel dominio di Kaga (l'attuale Kanazawa nella prefettura di Ishikawa), nel 1872 entrò come cadetto nell'Imperiale accademia navale giapponese ma non si graduò, il 9 giugno 1875 fu invece inviato all'United States Naval Academy ad Annapolis, da cui si laureò nel 1881, ritornando il 2 ottobre 1881.
Entrato in servizio come Kaigun Daii (海軍大尉?, "tenente") servì a bordo di diverse navi negli anni ottanta, tra cui la corvetta Kaimon, l'ironclad Fusō e l'incrociatore Nisshin. Il 23 luglio assunse il suo primo comando, la cannoniera Akagi. Promosso al grado di Kaigun Daisa (海軍大佐? equivalente a capitano di vascello) nel 1891 fu inviato come attaché navale in Francia dal 5 settembre 1892 al 31 agosto 1896.
Allo scoppio della prima guerra sino-giapponese comandò per un breve periodo il nuovo incrociatore Akitsushima, seguito dalla Fusō.
Il 1º febbraio 1898 fu posto al comando dell'incrociatore Matsushima e successivamente il 16 giugno 1898 quindi della nave da battaglia Yashima. Il 21 maggio 1900 fu promosso Kaigun Shōshō (海軍大将? "contrammiraglio").
Fu promosso viceammiraglio il 6 giugno 1904. Durante la guerra russo-giapponese comandò il secondo squadrone alla battaglia della baia di Chemulpo dove in seguito ai combattimenti l'equipaggio russo autoffondò l'incrociatore Varyag e la cannoniera Korietz. Alla battaglia di Ulsan comandò la 4ª Divisione di battaglia della Seconda flotta a bordo dell'incrociatore Naniwa. A Tsushima sempre al comando della 4ª Divisione che comprendeva ora quattro incrociatori.
Per i suoi meriti di guerra fu decorato nel 1906 con l'Ordine del Sol Levante (1ª classe) e l'Ordine del Nibbio d'oro (2ª classe).
Il 22 novembre 1906 fu posto al comando del Distretto navale di Sasebo.
Il 21 settembre 1907 ricevette il titolo di danshaku (barone) sotto il sistema nobiliare kazoku.
Fu nominato comandante del Distretto navale di Yokosuka il 1º dicembre 1909 e promosso ad ammiraglio il 16 ottobre 1912. Rappresentò il Giappone alle cerimonia di apertura del canale di Panama nel 1912. Dal 1922 al 1925 servì nella Camera dei Pari della Dieta Imperiale. Entrò nella lista della riserva nel 1927 e morì nel 1937. La sua tomba si trova nel cimitero di Aoyama in Tokyo.